# Setia Marga
Setia Marga is een bestuurslaag in het regentschap Musi Rawas van de provincie Zuid-Sumatra, Indonesië. Setia Marga telt 3294 inwoners (volkstelling 2010).